# Baltimore (U-Boot, 1982)
Die USS Baltimore (SSN-704) war ein Atom-U-Boot der United States Navy und gehörte der Los-Angeles-Klasse an. Namenspatron für sie war die Stadt Baltimore, Maryland.

## Geschichte
SSN-704 wurde 1973 in Auftrag gegeben und auf der Werft von Electric Boat im Mai 1979 auf Kiel gelegt. Nach dem Stapellauf Ende 1980 folgten Endausrüstung und Werfterprobungsfahrten. Taufpatin war die Kongressabgeordnete Marjorie Holt aus Maryland. Die offizielle Indienststellung fand Mitte 1982 statt.
Nach einer Dienstzeit von 16 Jahren hätte eigentlich eine Erneuerung des Kernbrennstoffes im Reaktor des Bootes angestanden. Da die Baltimore jedoch dem ersten Baulos ihrer Klasse angehörte und, anders als neuere Boote, kein Vertical Launching System besaß, wurde das Geld für die Überholung und die jährlichen Betriebskosten eingespart und das Boot außer Dienst gestellt. Momentan wird das U-Boot abgewrackt, die seit 2013 im Ship-Submarine Recycling Program in der Puget Sound Naval Shipyard stattfindet.